# Herb gminy Warta Bolesławiecka
Herb gminy Warta Bolesławiecka – jeden z symboli gminy Warta Bolesławiecka, ustanowiony 28 czerwca 1996.

## Wygląd i symbolika
Herb przedstawia na tarczy w polu złotym postać księcia Bolka II Małego zwanego „Parvus” w srebrnej zbroi ze złotymi ostrogami, czarnymi nałokietnikami i nakolannikami. Do złotego pasa jest przytroczony miecz o złotej rękojeści z czerwoną pochwą. W lewej ręce w czarnej rękawicy trzyma tarczę o srebrnym polu z czarno-czerwonym orłem dzielonym w słup z białą przepaską w kształcie półksiężyca. W prawej ręce rycerz trzyma hełm garnczkowy, którego część przykrywa chusta (labry) zdobna w biało-czerwoną szachownicę (srebrno-czerwoną). Na głowie ma czerwoną mitrę książęcą w złotym pasie konstrukcyjnym. Rycerz stoi w rozkroku i owiany jest czerwonym płaszczem wykładanym błękitnym spodem. U jego stóp leży na grzbiecie z łapami do góry złoty lew i odwrócona złota królewska korona.